# Vidas Secas
Vidas Secas is een Braziliaanse dramafilm uit 1963 onder regie van Nelson Pereira dos Santos. De film is gebaseerd op de gelijknamige roman uit 1938 van de Braziliaanse auteur Graciliano Ramos.

## Verhaal
In het noordoosten van Brazilië verlaten de leden van een arm gezin hun onvruchtbare geboortegrond om elders een beter leven te beginnen. Fabiano, zijn vrouw en twee zoons trekken weg, maar de droogte blijft hen achtervolgen, waardoor ze uiteindelijk alle hoop verliezen.

## Rolverdeling
| Acteur         | Personage       |
| -------------- | --------------- |
| Átila Iório    | Fabiano         |
| Maria Ribeiro  | Sinhá Vitória   |
| Orlando Macedo | Soldaat Amarelo |
| Joffre Soares  | Boer            |
| Gilvan Lima    | Jongen          |
| Genivaldo Lima | Jongen          |